# Anatolij Trubin
Anatolij Volodymyrovyč Trubin (ukrajinsky: Анатолій Володимирович Трубін; * 1. srpna 2001) je ukrajinský profesionální fotbalista, který hraje jako brankář za portugalský klub Benfica Lisabon a ukrajinský národní tým.

## Klubová kariéra

### Šachtar Doněck
Trubin se narodil v Doněcku, svou mládežnickou kariéru zahájil v klubu Azovstal-2 Mariupol a v roce 2014 nastoupil do akademie Šachtaru Doněck. V únoru 2019 začal trénovat s prvním týmem a byl zařazen do základní sestavy Šachtaru pro zápas Evropské ligy UEFA proti Eintrachtu Frankfurt. Svůj profesionální debut si odbyl 26. května, kdy udržel čisté konto při ligové výhře 4:0 nad Mariupolem.
Trubin se prosadil v sezóně 2020/21, kdy v základní jedenáctce nahradil klubovou legendu Andrije Pjatova, odehrál 30 zápasů a 21. října 2020 debutoval v Lize mistrů při venkovní výhře 3:2 nad Realem Madrid a v soutěži si připsal také dvě čistá konta proti Interu Milán.
Dne 23. února 2023, ve druhém utkání play-off Evropské ligy UEFA, poté, co Šachtar remizoval 3:3 s Rennes, byl Trubin vyhlášen mužem zápasu poté, co třemi zákroky v penaltovém rozstřelu pomohl svému týmu postoupit do osmifinále. V lize odehrál 28 zápasů, ve kterých udržel 14 čistých kont, a Šachtar vyhrál ligový titul.
V červenci 2023, kdy mu zbýval rok ze smlouvy, jednal Šachtar s Interem Milán o jeho možném přestupu, kterým by nahradil Andrého Onanu, který nedávno Inter opustil. Jednání mezi oběma kluby však ztroskotala poté, co Inter nedokázal splnit požadovanou cenu Šachtaru. Mezitím Trubin veřejně požádal o odchod z klubu. Krátce poté Benfica projevila zájem o Trubinovy služby a oba kluby zahájily jednání.

### Benfica
Dne 10. srpna 2023 se Trubin připojil ke klubu Benfica Lisabon hrající Primeira Ligu podpisem smlouvy do roku 2028.
Poté v prvních zápasech sezóny zůstal Trubin náhradníkem Samuela Soarese, který po odchodu z klubu nahradil Odissea Vlachodimose, a nakonec debutoval 16. září, kdy nastoupil při venkovní výhře 2:1 nad Vizelou v lize. Po zápase manažer Roger Schmidt uvedl, že "dal Soaresovi několik zápasů, zatímco se Trubin adaptoval na tým a získal sebevědomí, dokud pro něj nebyl nejlepší čas nastoupit".

## Reprezentační kariéra
Trubin reprezentoval Ukrajinu v kategoriích do 16, 17, 18, 19 a 21 let, celkem odehrál 31 zápasů. Dne 5. března 2021 ho povolal Andrij Ševčenko do seniorského týmu pro kvalifikační zápasy na Mistrovství světa ve fotbale 2022 proti Francii, Finsku a Kazachstánu.
Svůj seniorský debut za ukrajinskou reprezentaci si odbyl 31. března v kvalifikaci na mistrovství světa proti Kazachstánu. Trubin byl zařazen do týmu pro Mistrovství Evropy ve fotbale 2020. Poté, co Ukrajina skončila jako jeden z nejlepších týmů na třetích místech, byla nakonec 3. července vyřazena ve čtvrtfinále Anglií po prohře 0:4 na Stadio Olimpico v Římě.

## Statistiky

### Klubová kariéra
Platí k zápasu hranému 18. dubna 2024.
| Klub              | Sezóna            | Liga              | Liga   | Liga | Národní pohár | Národní pohár | Ligový pohár | Ligový pohár | Kontinentální | Kontinentální | Ostatní | Ostatní | Celkově | Celkově |
| Klub              | Sezóna            | Soutěž            | Zápasy | Góly | Zápasy        | Góly          | Zápasy       | Góly         | Zápasy        | Góly          | Zápasy  | Góly    | Zápasy  | Góly    |
| ----------------- | ----------------- | ----------------- | ------ | ---- | ------------- | ------------- | ------------ | ------------ | ------------- | ------------- | ------- | ------- | ------- | ------- |
| Šachtar Doněck    | 2018/19           | Premjer-liha      | 1      | 0    | 0             | 0             | —            | —            | 0             | 0             | 0       | 0       | 1       | 0       |
| Šachtar Doněck    | 2019/20           | Premjer-liha      | 7      | 0    | 0             | 0             | —            | —            | 0             | 0             | 0       | 0       | 7       | 0       |
| Šachtar Doněck    | 2020/21           | Premjer-liha      | 21     | 0    | 0             | 0             | —            | —            | 9             | 0             | 0       | 0       | 30      | 0       |
| Šachtar Doněck    | 2021/22           | Premjer-liha      | 12     | 0    | 0             | 0             | —            | —            | 6             | 0             | 0       | 0       | 18      | 0       |
| Šachtar Doněck    | 2022/23           | Premjer-liha      | 28     | 0    | 0             | 0             | —            | —            | 10            | 0             | —       | —       | 38      | 0       |
| Šachtar Doněck    | Celkově           | Celkově           | 69     | 0    | 0             | 0             | —            | —            | 25            | 0             | 0       | 0       | 94      | 0       |
| Benfica           | 2023/24           | Primeira Liga     | 24     | 0    | 5             | 0             | 3            | 0            | 12            | 0             | —       | —       | 44      | 0       |
| Celkově v kariéře | Celkově v kariéře | Celkově v kariéře | 93     | 0    | 5             | 0             | 3            | 0            | 37            | 0             | 0       | 0       | 138     | 0       |

### Reprezentační
Platí k zápasu hranému 20. listopadu 2023.
| Národní tým | Rok     | Zápasy | Góly |
| ----------- | ------- | ------ | ---- |
| Ukrajina    | 2021    | 2      | 0    |
| Ukrajina    | 2022    | 1      | 0    |
| Ukrajina    | 2023    | 7      | 0    |
| Celkově     | Celkově | 10     | 0    |

## Úspěchy
Šachtar Doněck
- Premjer-liha: 2018/19, 2019/20, 2022/23
- Ukrajinský pohár: 2018/19

Individuální
- Brankář roku Premjer-lihy: 2021/22, 2022/23

- Nejvíc čistých kont v Premjer-lize: 2022/23

- Průlomová jedenáctka Ligy mistrů UEFA: 2020
- Hráč roku Šachtaru Doněck: 2020
- Světový tým roku do 20 let podle IFFHS: 2021